# 新・百合族 先生、キスしたことありますか?
『新・百合族 先生、キスしたことありますか?』は、1993年に製作された日本のオリジナルビデオ。
続編として、『新・百合族2 もう森へなんて行かない』、『新・百合族3 ビリティスはいくつの失恋を歌う?』が製作されている。

## ストーリー
慧心女子高校に通う山本さとみ。父親の転勤で、自由気ままなひとり暮らしが謳歌できるとほくそ笑んでいたが、入れ替わりに新任教師の島田綾子が下宿することになった。食事からバス、トイレ、おまけに学校の中に至るまで小言を言われ不自由になってしまう。ある日、さとみは憧れの生徒、姫野晶子（しょうこ）の靴箱にラブレターを忍ばせ想いを告白した。一方、綾子はさとみが自分から離れていくのではないかと不安に陥りだして・・・

## キャスト
- 三浦綺音 -山本さとみ 役
- 真弓倫子 -島田綾子 役
- 吉野公佳 -姫野晶子 役
- 大村波彦 -上野信男 役
- 雅子 -湯浅かの子 役